# Capitaine de vaisseau (France)
Pour les articles homonymes, voir Capitaine de vaisseau.
Le grade de capitaine de vaisseau est un grade d'officier de la Marine nationale française qui existait déjà dans la Marine royale sous l'Ancien Régime.

## Généralités

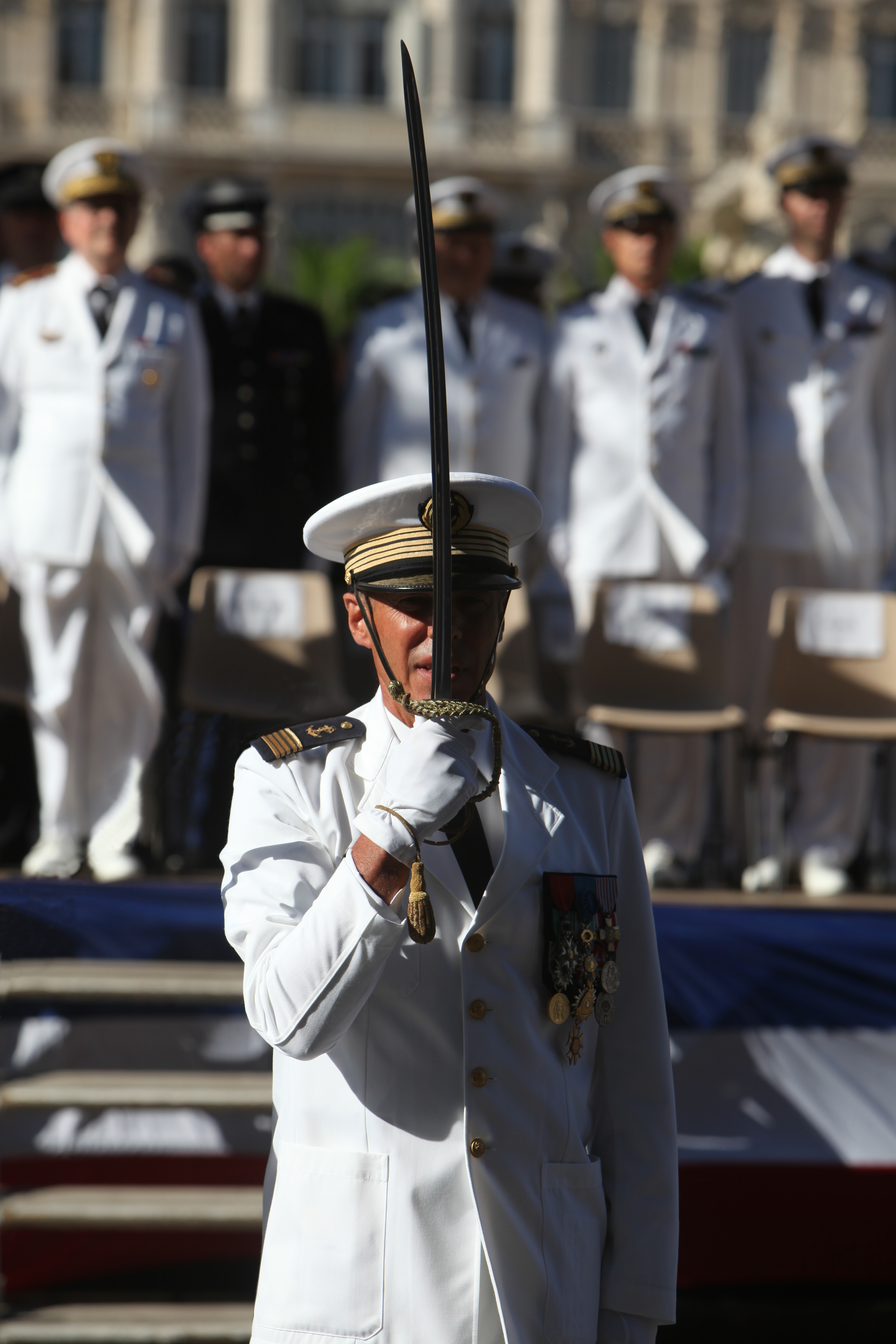
Un capitaine de vaisseau lors d'une cérémonie.

Selon l'ordre hiérarchique ascendant, c'est le troisième et dernier grade du corps des officiers supérieurs de la Marine nationale. Son code OTAN est OF-5.
Le capitaine de vaisseau (« CV ») assure les fonctions de commandant des navires et des installations terrestres les plus importants de la Marine. Il peut également occuper des postes dans les établissements à terre ou en état-major. De nos jours, l'accès à ce grade est réservé quasi exclusivement aux officiers ayant suivi un cursus de formation supérieure dispensé à l'École de guerre.
Dans les TOM, il peut être amené à seconder le haut-commissaire délégué du gouvernement dans ses fonctions de préfet maritime. Dans ce cas, le capitaine de vaisseau est nommé « commandant de zone maritime » (COMAR).
Il porte cinq galons « or » "pleins" (par opposition au capitaine de frégate qui porte cinq galons dits "panachés", trois or et deux argent).
Comme pour les autres officiers supérieurs, on s'adresse et on parle de lui en disant « Commandant ». Dans l'argot de la Marine, on désigne un capitaine de vaisseau par le terme « cap de veau », découlant de l'abréviation « Cap. de Veau ».

## Historique

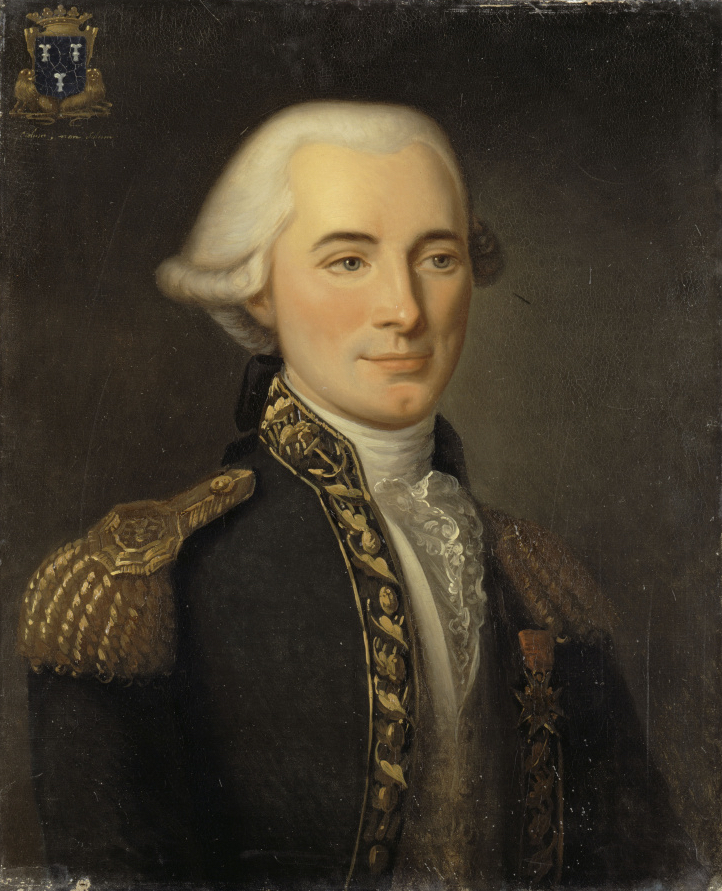
Jean-François du Cheyron du Pavillon, capitaine de vaisseau au XVIIIe siècle.

Le grade de capitaine de vaisseau apparaît vers la fin des années 1660. L'état de la Marine de 1676 le décrit comme un officier supérieur qui prend rang avec les brigadiers des armées du roi. Par la suite (en 1765), seuls les cinquante plus anciens capitaines de vaisseau — devenus brigadiers des armées navales en 1782 puis chefs de division en 1786 — conservent cette équivalence, les autres prenant celle de colonel.
L'apparition du grade marque la dernière étape d'une évolution lente qui voit non seulement l'appellation mais surtout le rôle du capitaine changer considérablement. En effet, pendant longtemps le capitaine, un gentilhomme, s'est contenté d'être le chef des soldats embarqués sur une nef ou une galère sans assumer pour autant la responsabilité de sa conduite, délaissée à un patron, comite ou pilote roturier. Il faut attendre le XVIe siècle pour que le capitaine assume la plénitude du commandement.
Appelé sous Richelieu « capitaine de mer », « capitaine de l'armée de mer » ou « capitaine de la marine » (pour le distinguer du capitaine marchand), puis « capitaine entretenu » sous Colbert à cause de la solde que Richelieu lui a attribuée à partir de 1627, le capitaine reçoit pendant longtemps sa commission de l'amiral de France ou du grand-maître de la navigation mais à partir de 1669, il la reçoit du roi lui-même.
Les « officiers des vaisseaux du roi », membres du « Grand Corps » issus des gardes de la Marine, sont généralement promus directement du grade de lieutenant de vaisseau à celui de capitaine de vaisseau, le grade de capitaine de frégate, originellement attribué — à titre temporaire — à des roturiers, souvent officiers corsaires ou marchands, qui se sont particulièrement distingués, ne s'intercalant définitivement dans la hiérarchie qu'en 1848. Suivant l'époque, le supérieur du capitaine de vaisseau est un chef d'escadre, un brigadier des armées navales, un chef de division puis, à partir de la Révolution, un contre-amiral.
Au XVIIIe siècle, les capitaines de vaisseau assument également le commandement de la Marine dans les grands ports ainsi que la plupart des fonctions de gouverneur dans les colonies.
Contrairement à de nombreux grades de l'Ancien Régime, celui de capitaine de vaisseau ne disparaît pas lors de la Révolution. Il perdure ainsi sans discontinuité jusqu'à nos jours.

## Équivalences

### Forces armées françaises
Dans les forces armées françaises contemporaines, le grade de capitaine de vaisseau est équivalent à celui de colonel dans l'Armée de l'air, l'Armée de terre et la Gendarmerie nationale.

### Marines étrangères
- Marine allemande : Kapitän zur See.
- Marine belge : capitaine de vaisseau (kapitein-ter-zee en langue néerlandaise de Belgique).
- Marines brésilienne et portugaise : capitão de mar e guerra.
- Marine royale canadienne : capitaine de vaisseau (captain en langue anglaise du Canada).
- Marine espagnole : capitán de navío.
- Marine et Garde côtière des États-Unis (United States Navy et United States Coast Guard) : captain.
- Marine italienne : capitano di vascello.
- Marine néerlandaise : kapitein-ter-zee.
- Marine du Royaume-Uni (Royal Navy) : captain.

Voir également pour les autres pays de l'OTAN :